# Península de Sadamisaki

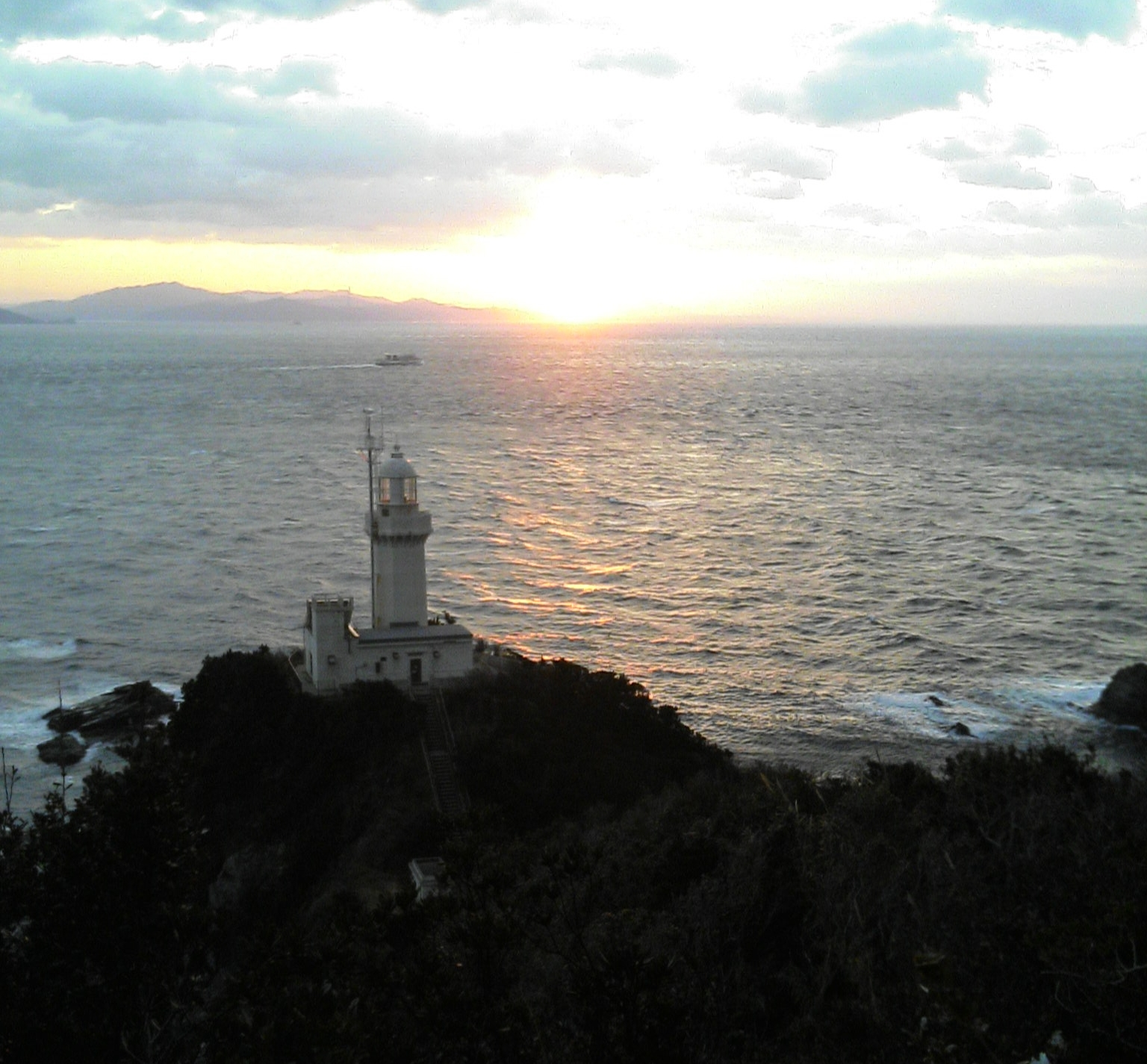
Farol Sadamisaki, no extremo da península de Sadamisaki.

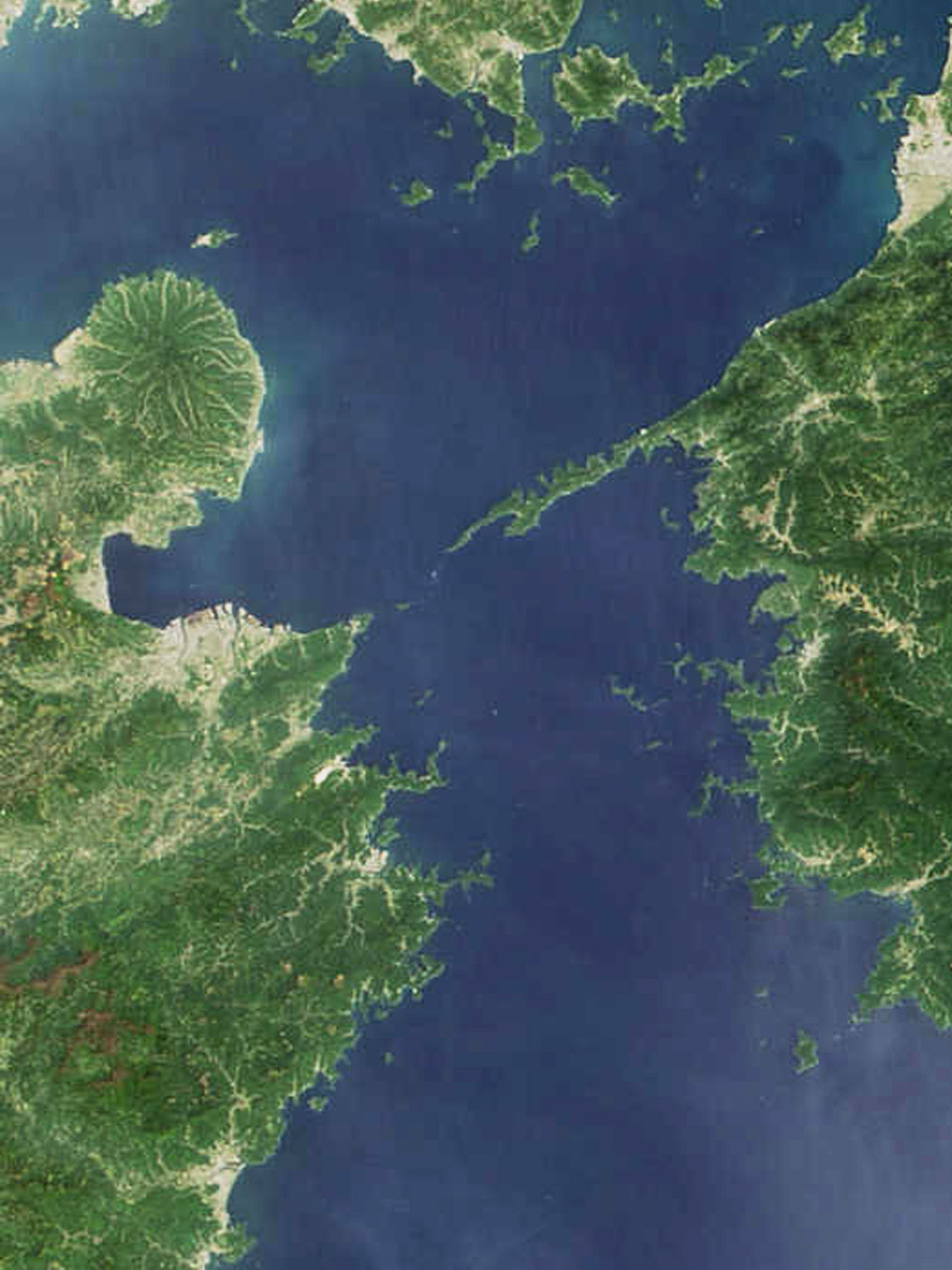
A península de Sadamisaki está separada de Kyushu pelo estreito de Hōyo.

A península de Sadamisaki (佐田岬半島, Sadamisaki-hantō) é uma península no extremo ocidental da ilha Shikoku, ocupada pela cidade de Ikata na prefeitura de Ehime. Também é conhecida como península Misaki (三崎半島, Misaki-hantō).

## Características
É a península mais longa e estreita do Japão.
Estende-se para sudoeste a partir dos arredores do Porto de Yawatahama, em torno da Falha Tectónica Média (中央構造線, Chūō Kōzō-sen), alcançando uma extensão de 40 km. 
Separa o mar de Uwa (Bungo Suidō) do mar Interior de Seto, e no seu extremo fica o cabo Sada (佐田岬, Sada-misaki).
Faz parte do Parque Nacional do Mar Interior de Seto, e a Estrada Nacional 197, conhecida como "Melody Line", é um dos locais preferidos para apreciar as flores de Prunus jamasakura.